# Neotrichocoleaceae
Neotrichocoleaceae là một họ rêu trong bộ Ptilidiales.